# 項鱗溝鰕虎魚
項鱗溝鰕虎魚（学名：Oxyurichthys auchenolepis），为背眼鰕虎科溝鰕虎魚屬下的一个种，為熱帶海水魚，分布於中西太平洋新加坡海域，棲息在底層水域，生活習性不明。

## 扩展阅读
- 維基物種上的相關：項鱗溝鰕虎魚